# Андожское княжество
Андожское (Андомское) княжество — феодальное образование в средневековой Руси, существовавшее в 1430-х годах — середине XVI века на территории современной Вологодской области. Получило название от реки Андоги.
Родоначальником князей Андомских был внук белозерского князя Юрия Васильевича — Михаил Андреевич. Впрочем, князем Андомским назывался и младший брат его — бездетный князь Семён.
У Михаила Андреевича было 5 сыновей, живших при Иване III. Из них трое оставили потомство.
Последний из Андожских (Андомских) князей упоминается в 1565 году.

## Князья Андомские (Андожские,Андогские)
- Михаил Андреевич
- Семен Андреевич (бездетный)
- Александр Михайлович
- Иван Михайлович
- Семен Тавана Михайлович
- Юрий Михайлович — бездетный
- Андрей Михайлович — бездетный
- Андрей Александрович
- Василий Александрович
- Иван Голенище Семенович, в 1506 предводитель в Казанском походе, бездетный
- Григорий Крестьянин Иванович — кон. XV в.
- Василий Григорьевич, бездетный
- Василий Другой Григорьевич, бездетный
- Иван Григорьевич, бездетный
- Иван Лобан Григорьевич, бездетный
- Иван Меньшой Григорьевич, бездетный
- Федор Григорьевич, бездетный
- Иван Васильевич (сын Василия Александровича) — последний в роду князей Андомских.